# NGC 1657
NGC 1657 é uma galáxia espiral barrada (SBbc) localizada na direcção da constelação de Eridanus. Possui uma declinação de -02° 04' 37" e uma ascensão recta de 4 horas, 46 minutos e 07,3 segundos.
A galáxia NGC 1657 foi descoberta em 21 de Dezembro de 1881 por Édouard Jean-Marie Stephan.